# سانوا الکترونیک
سانوا الکترونیک (انگلیسی: Sanwa Electronic) شرکت الکترونیک ژاپنی است، که در سال ۱۹۵۹ تأسیس شد.